# Медаль Карла Сагана
Медаль Карла Сагана за видатну громадську популяризацію в планетології (англ. Carl Sagan Medal for Excellence in Public Communication in Planetary Science) — нагорода, заснована Відділом планетних наук Американського астрономічного товариства для визнання та вшанування популяризації науки для широкої громадськості активним планетологом. Медаль заснована 1998 року та названа на честь Карла Сагана. Її присуджують вченим, чиї зусилля значно сприяли суспільному розумінню та зацікавленню планетологією.

## Лауреати
- 1998  Вільям Гартманн[en]
- 1999  Кларк Чепмен[en]
- 2000  Ларрі Лебофскі[d]
- 2001  Андре Браїк
- 2002  Гайді Гаммель
- 2003  не присуджували
- 2004  Девід Моррісон[en]
- 2005  Розалі Лопес[en]
- 2006  Девід Грінспун[en]
- 2007  не присуджували
- 2008  Джефрі Тейлор[d]
- 2009  Стівен Велдон Сквайрес
- 2010  Керолайн Порко
- 2011  Джеймс Белл[en]
- 2012  Патрік Мішель[en]
- 2013  Дональд Єоманс[d][3]
- 2014  Гай Консольманьо[en][4]
- 2015  Деніел Дурда[d]
- 2016  Йонг-Чун Женг[d]
- 2017  Меган Швамб[en] і Генрі Труп[en]
- 2018  Бонні Буратті[en]
- 2019  Кері Нугент[en]
- 2020  Рей Джаявардхана
- 2021  Ніколь Зелнер[en] і Адам Френк
- 2022  Калеб Шарф[en]
- 2023  Трейсі Бекер[d]
- 2024  Джеймі Моларо